# 施特格尔斯巴赫
施特格尔斯巴赫是奥地利布尔根兰州居辛县的一个市镇。总面积17.77平方公里，总人口2379人，人口密度133.9人/平方公里（2001年）。